# Tomentellopsis
Tomentellopsis är ett släkte av svampar. Enligt Catalogue of Life ingår Tomentellopsis i familjen Thelephoraceae, ordningen Thelephorales, klassen Agaricomycetes, divisionen basidiesvampar och riket svampar, men enligt Dyntaxa är tillhörigheten istället familjen Atheliaceae, ordningen Polyporales, klassen Agaricomycetes, divisionen basidiesvampar och riket svampar.
|                | Thelephora |
|                | |
|                | Tomentella |
|                | |
|                | Pseudotomentella |
|                | |
|                | Hypochnus |
|                | |
|                | Tomentellastrum |
|                | |
|                | Phaneroites |
|                | |
|                | Phanerodontia |
|                | |
|                | Amaurodon |
|                | |
|                | Skepperia |
|                | |
|                | Parahaplotrichum |
|                | |
|                | Gymnoderma |
|                | |
| Tomentellopsis | \| \| Tomentellopsis bresadolana \| \| \| \| \| \| Tomentellopsis echinospora \| \| \| \| \| \| Tomentellopsis pallidocitrina \| \| \| \| \| \| Tomentellopsis pusilla \| \| \| \| \| \| Tomentellopsis submollis \| \| \| \| \| \| Tomentellopsis zygodesmoides \| \| \| \| \| \| Tomentellopsis pallidoaurantiaca \| \| \| \| |
|                | \| \| Tomentellopsis bresadolana \| \| \| \| \| \| Tomentellopsis echinospora \| \| \| \| \| \| Tomentellopsis pallidocitrina \| \| \| \| \| \| Tomentellopsis pusilla \| \| \| \| \| \| Tomentellopsis submollis \| \| \| \| \| \| Tomentellopsis zygodesmoides \| \| \| \| \| \| Tomentellopsis pallidoaurantiaca \| \| \| \| |
|                | Lenzitopsis |
|                | |
|                | Botryobasidium |
|                | |
|                | Pleurobasidium |
|                | |
|                | Entolomina |
|                | |
|                | Polyozellus |
|                | |
|                | Tomentellopsis bresadolana |
|                | |
|                | Tomentellopsis echinospora |
|                | |
|                | Tomentellopsis pallidocitrina |
|                | |
|                | Tomentellopsis pusilla |
|                | |
|                | Tomentellopsis submollis |
|                | |
|                | Tomentellopsis zygodesmoides |
|                | |
|                | Tomentellopsis pallidoaurantiaca |
|                | |

|  | Tomentellopsis bresadolana       |
|  |                                  |
|  | Tomentellopsis echinospora       |
|  |                                  |
|  | Tomentellopsis pallidocitrina    |
|  |                                  |
|  | Tomentellopsis pusilla           |
|  |                                  |
|  | Tomentellopsis submollis         |
|  |                                  |
|  | Tomentellopsis zygodesmoides     |
|  |                                  |
|  | Tomentellopsis pallidoaurantiaca |
|  |                                  |